# I. Alekszandr tveri fejedelem

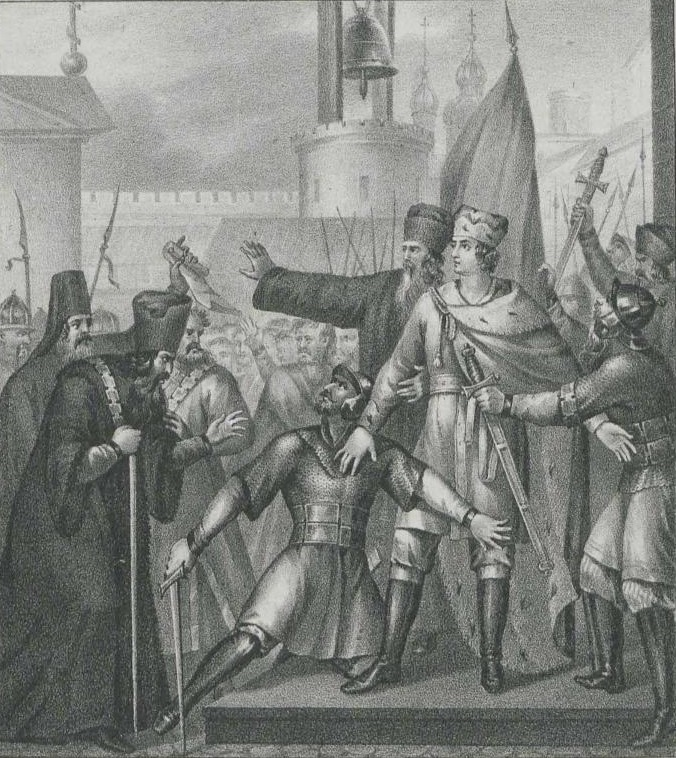
Alekszandr Mihajlovics Pszkovban (B. Csorikov, 19. sz.)

I. Alekszandr Mihajlovics (oroszul Алекса́ндр Миха́йлович), (1301. október 7. – 1339. október 29.) Tver fejedelme 1326-tól 1327-ig, majd  1338-tól haláláig, és Novgorod fejedelme, valamint II. Alekszandr néven vlagyimiri nagyfejedelem 1326-tól 1327-ig.

## Ifjúkora és a trón megöröklése
Alekszandr 1301-ben született Mihail Jaroszlavics tveri fejedelem és Anna Kasinszkaja második fiaként. Mindkét szülőjét később szentté avatták. 1318-ban apját a kán nővérének megmérgezése vádjával Üzbég kán elé rendelték. Elutazása előtt a herceg végrendeletében szétosztotta birtokait Alekszandr és bátyja, Dmitrij között. Apjuk kivégzése után Dmitrij lett Tver fejedelme. Alekszandr mindenben támogatta bátyját és vele együtt küzdött Jurij Danyilovics moszkvai fejedelem ellen, aki apjuk fő vádlója volt. 1325-ben Alekszandr elkísérte bátyját a tatár kán udvarába, ahol Dmitrij éppen apja kivégzésének évfordulóján találkozott Jurij herceggel és feldühödve leszúrta a kardjával. Üzbég kán a szokásjog alapján halálra ítélte Dmitrijt, de a család nem vesztette el bizalmát, mert a vlagyimiri nagyfejedelemséget Alekszandrnak adta tovább, aki legidősebb élő fiúként Tver trónját is megörökölte.

## A tveri felkelés

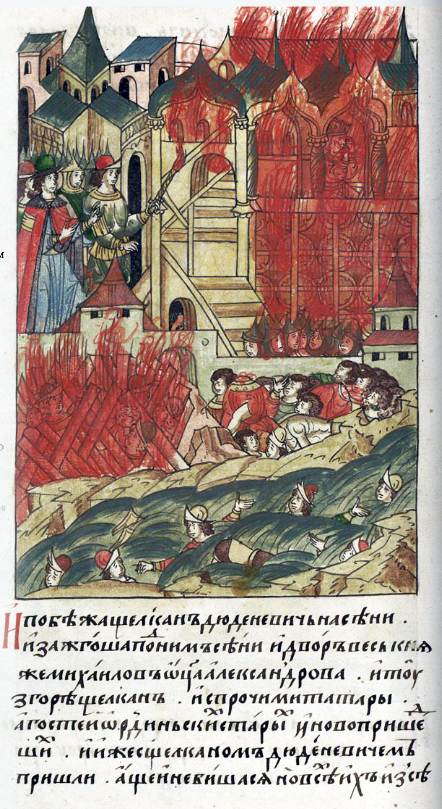
A tveri felkelés (17. sz.).

1327 nyarának végén nagy kísérettel Tverbe érkezett a tatár követ Csolhán, Üzbég unokatestvére. Alekszandr kiköltözött a hercegi palotából és ott szállásolták el a követet, akinek a kísérete hamarosan féktelenül kezdett el viselkedni a helybeliekkel, állandóan napirenden voltak a verekedések, rablások, erőszakoskodások. Elterjedt a rémhír (önmagában elképesztő, de a közhangulatot jól jellemzi), hogy Csolhan azért jött, hogy megölje a herceget, maga üljön a helyére és megtérítse az oroszokat az iszlámra. A krónika szerint a tveriek Alekszandr elé járultak és felajánlották, hogy elbánnak a tatárokkal, de a fejedelem arra intette őket, hogy legyenek türelmesek.
Azonban augusztus 15-én, amikor Csolhán el akart venni egy kancát egy Dudko nevű diakónustól, a nép a védelmére kelt és az összecsapás lázadássá fajult. A tömeg az egész városban lemészárolta a tatárokat, beleértve a kereskedő böszörményeket is, a palotába menekülő Csolhánra pedig rágyújtották az épületet és bennégett. Egyes krónikák szerint Alekszandr maga kezdte a felkelést, de a történészek véleménye alapján nem valószínű, hogy ilyen öngyilkos vállalkozást kezdeményezett volna, bár lehetséges hogy nem tett meg mindent a feldühödött tömeg lecsillapítására.
Üzbég kán a hírek hallatán azonnal büntetőhadjáratot szervezett. Magához rendelte Iván Kalita moszkvai herceget, a tveriek riválisát és megígérte neki a vlagyimiri nagyfejedelmi trónt ha csatlakozik az ötvenezres tatár sereghez, amely Tver ellen indult. A hadjárathoz a szuzdali fejedelem is csatlakozott. Alekszandr Mihajlovics Novgorodba akart menekülni, de oda akkor már megérkeztek a moszkvaiak. Ivan Kalita csapatainak érkeztére Alekszandr Pszkovba távozott, öccsei, Konsztantyin és Vaszilij pedig Ladogába. A tatárok és orosz szövetségeseik kifosztották Tvert, Kasint és Torzsokot, a lakosokat lemészárolták vagy elhurcolták rabszolgának. Maga a szomszédos Novgorod is csak úgy menekült meg a fosztogatóktól, hogy 1000 rubellel lefizették a tatár követeket és vezéreket.
Ivan Kalita megkapta Novgorodot, az új vlagyimiri nagyfejedelem a szuzdali herceg lett, a tveri fejedelem pedig Alekszandr öccse, Konsztantyin. 

## A száműzetés és második uralkodása
A moszkvai követek próbálták meggyőzni a Pszkovba menekült Alekszandr herceget, hogy járuljon a kán elé, hogy ne az egész Oroszország szenvedjen miatta, még a moszkvai befolyás alatt levő Feognoszt metropolita is megfenyegette, hogy az egész várost kiközösíti, ha a keresztényeket veszélybe sodorja. Alekszandr ekkor feleségét hátrahagyva Litvániába távozott, ahol másfél évet töltött, majd a kedélyek csillapodta után visszatért Pszkovba, ahol összesen tíz évet töltött ezután.
1336-ban Fjodor fiát elküldte Üzbéghez, hogy tudakolja meg, megbocsát-e neki. Fjodor a tatár követtel tért vissza, aki megígérte neki a kán bocsánatát, ha személyesen kéri tőle. Miután Alekszandr elutazott az Arany Hordához, visszakapta a tveri fejedelemséget, amit Konsztantyin zokszó nélkül átadott neki.

## Halála
Két évvel később a jaroszlavi fejedelem kérte Alekszandr védelmét, mert Iván Kalita önkényesen fosztogatott és adót szedett azokon a földeken, amelyek nem is tartoztak Moszkva fennhatósága alá. Iván, látva ellenségei szövetkezését, a kán udvarába utazott és minden igyekezetével befeketítette a tveri fejedelmet, azt állítva róla, hogy ő a tatárok legfőbb ellensége Oroszországban. Üzbég magához rendelte Alekszandert, Iván pedig visszatért Moszkvába. A tveri fejedelem rosszat sejtve, először csak a fiát küldte a kánhoz, de másodszor is felszólították, hogy személyesen jelenjen meg. Útközben elkísérte a jaroszlavi és a beloozerói herceg is. Üzbég Alekszandr fejére olvasta a vádakat, de még egy hónapig nem döntött a sorsáról. A kán felesége és néhány előkelőség próbált Alekszandr érdekében közbelépni, de Iván két fia ellene beszélt. Üzbég végül halálra ítélte Alekszandr Mihajlovicsot és Fjodor fiát is, az ítéletet 1339. október 28-án hajtották végre mindkettőjükön. Holttestüket visszaszállították Tverbe és ott temették el őket.
Alekszandr halála után újból Konsztantyin Mihajlovics ült Tver trónjára.

## Gyermekei
Alekszandr Mihajlovicsnak feleségétől, Anasztáziától nyolc gyermeke született:
- Lev (1320-1322)
- Fjodor (kb. 1327-1339)
- Vszevolod (kb. 1328-1364), 1339—1349-ben Holm részfejedelme, 1346—1349 között tveri fejedelem
- Andrej (?-1364/5), zubcovi részfejedelem
- Vlagyimir (?-1364/5), ismeretlen helyen részfejedelem
- Mihail (1333—1399), mikulini részfejedelem (1338-1399), tveri nagyfejedelem (1368—1399)
- Marija (?-1399), Szimeon moszkvai herceg harmadik felesége
- Uljana (?-1399), Algirdas litván nagyfejedelem felesége

Anasztázia és a gyermekek nagy része az 1364/65-ös pestisjárványban hunyt el.

## Fordítás
- Ez a szócikk részben vagy egészben  a(z)   Александр Михайлович (князь владимирский) című orosz Wikipédia-szócikk ezen változatának fordításán alapul.  Az eredeti cikk szerkesztőit annak laptörténete sorolja fel. Ez a jelzés csupán a megfogalmazás eredetét és a szerzői jogokat jelzi, nem szolgál a cikkben szereplő információk forrásmegjelöléseként.

## Külső hivatkozások (orosz nyelven)
- Проект «Генеалогия» - Тверские великие князья
- Соловьёв С. М. История России с древнейших времен Archiválva 2019. augusztus 24-i dátummal a Wayback Machine-ben
- Повесть о Шевкале